# Alceo (comico)
Alceo, figlio di Micco (in greco antico: Ἀλκαῖος?, Alkàios; Mitilene, V secolo a.C. – dopo il 388 a.C.), è stato un drammaturgo greco antico.

## Biografia
Tra gli ultimi rappresentanti della commedia antica, Alceo partecipò all'agone comico del 388 a.C., ottenendo il quinto posto con la commedia Pasìfae. 

## Opere
Della sua opera la Suda tramanda dieci titoli: Adelphai Moicheuomenai ("Le sorelle adultere"), Callisto, Endymion, Hieros Gamos ("Il matrimonio sacro"), Komadotragodia ("Commedo-tragedia"), Palaistra ("La palestra"), Panymedes, Pasiphae.
Da quanto è possibile ricavare dai titoli e dai circa 40 frammenti giunti, alcuni drammi riprendono il nome delle etere protagoniste, altri sono parodie mitologiche e tragiche (ad esempio, la Comodotragedia, successivamente ripresa nella commedia di mezzo da Anassandride).